# Noble Aspirations
Noble Aspirations (chino tradicional: 青雲志, chino simplificado: 青云志, pinyin: Qīng Yún Zhì) también conocida como Legend of Chusen, es una serie de televisión china transmitida del 31 de julio del 2016 hasta el 12 de enero del 2017 a través de Hunan TV.
La serie estuvo basada en la novela "Zhu Xian" de Xiao Ding (萧鼎).

## Argumento
Con solo once años Zhang Xiaofan y su amigo de la infancia Lin Jingyu, son los únicos sobrevivientes de una masacre en su pueblo. Ambos son aceptados y adoptados en la Secta Qingyun (Secta Noble), la líder de los justos y los buenos, donde aprenden los caminos de la Espada Inmortal. Aunque Xiaofan es trabajador y determinado, le cuesta trabajo alcanzar a sus compañeros debido a su ingenio lento, sin embargo un día adquiere por casualidad una "espada dementora" (inglés: "dementor sword") mientras se encontraba entrenando en las montañas.
Durante la competencia de artes marciales celebrada por la Secta Noble, Xiaofan logra entrar en el Top 4. Junto a los otros miembros de la Secta Noble van a la Cueva de los Murciélagos en Mt Kongsan para investigar los senderos de la secta demoníaca, allí Xueqi se pone en peligro pero es salvada por Xiaofan y poco después se hacen amigos.
Una serie de circunstancias hacen que Xiaogan crezca y madure, a lo largo de su viaje conoce a la energética pero arrogante Biyao, la hija del Rey Fantasma (inglés: "Ghost King") de la facción Gui Wang. Pronto se hacen cercanos y poco a poco comienzan a enamorarse. Sin embargo el Rey Fantasma intenta derrotar a la Secta Noble, por lo que Xiaofan arriesga su vida, cuando Biyao se entera decide sacrificarse para salvarlo, cayendo en un sueño interminable.
Después de que Biyao sacrifica su vida para salvar a Xiaofan, el queda devastado y buscando vengarse dedica su vida para traerla de vuelta, por lo que entra en la facción del Reino Fantasma y se convierte en la mano derecha de Gui Li, también conocido como el "Señor de la Sangre" (inglés: "Lord of Blood"). 
Pronto Xiaofan se encuentra en una búsqueda con la ayuda de sus antiguos aliados Jingyu y Lu Xueqi, así como de su antiguo enemigo Qin Wuyan para revivir a Biyao.

## Personajes

### Personajes principales
| Actor               | Personaje            | N.º de episodios | Notas |
| ------------------- | -------------------- | ---------------- | --- |
| Li Yifeng Roy Wang  | Zhang Xiaofan Gui Li | 76               | Zhang Xiaofan: es un hombre determinado, leal y trabajador con habilidades promedio. Debido al destino, es capaz de aprender el cultivo de Fu (budista), Dao (taoísta) y Mo (hereje), también se convierte en el espadachín número uno del mundo. Poco después obtiene la Perla de Sangre Llamativa (en inglés: "Striking Blood Pearl") de manos de Pu Zhi, uno de los cuatro maestros reverentes del Pabellón de Tian Yin y un objeto de palo negro llamado "She Hun" del Lago del Palacio Da Zhu en la Montaña. La fusión de ambos objetos con su sangre le convierten en un objeto mágico de sangre. Gui Li: cuando el alma de Xiaofan queda atrapada por la campana de la Secta de He Huan, se transforme en "Gui Li", también conocido como el Maestro de Sangre (inglés: "Master Blood"). Xiaofan viaja por el mundo junto con sus amigos buscando la manera de revivir a Biyao, la mujer que ama, quien dio su vida para salvarlo. |
| Zhao Liying         | Biyao                | 76               | Es la hermosa, elegante y brillante joven hija del Rey Fantasma y Xiao Chi. Es una joven noble que hace cualquier cosa por amor. Biyao muere protegiendo a Zhang Xiaofan, luego de ser atacada con la espada "Zhu Xian" a manos del poseído Reverendo Daoxuan, lo que ocasiona que Xiaofan tenga una transformación en su vida y comience su viaje para traer de vuelta a la mujer que ama. |
| Yang Zi             | Lu Xueqi             | -                | Es una de las discípulas más hábiles y talentosas de la Secta Noble (en inglés: "Noble Sect"). Se dice que es un "hada de los nueve cielos" por su belleza que puede encantar a todo el país. Está enamorada de Zhang Xiaofan, con quien ha pasado situaciones de vida o muerte, sin embargo él no le corresponde ya que está enamorado de Biyao. |
| Cheng Yi Karry Wang | Lin Jingyu           | -                | Es el amigo de la infancia de Zhang Xiaofan, que posee grandes habilidades y un potencial extraordinario. Poco después de entrar en la Secta Noble se convierte en estudiante del Reverendo Cangsong y Wan Jianyi. Posee la mayoría de las habilidades potenciales y se convierte en el promer discípulo de "Discipline Hall". Está enamorado de Jin Ping'er de la secta He Huan. |
| Qin Junjie          | Zeng Shushu          | -                | Es el hijo de Zeng Shuchang y el mejor amigo de Zhang Xiaofan. Es un hombre tranquilo y peripatético que es leal a sus amigos. Más tarde se convierte en el Jefe de la Ciudad de Yu Du. Shushu está enamorado de Lu Xueqi. |
| Mao Zijun           | Qin Wuyan Yan Lie    | -                | Qin Wuyan: es un hombre frío, cruel y calculador. Es el discípulo de la Secta de los Cien Venenos, y es conocido como el Tercer Maestro Joven de la Facción Demonio o Maestro del Veneno (inglés: "Demon Faction's Third Young Master / Poison Master"). No está dispuesto a cumplir con las órdenes de la Deidad del Veneno, pero no tiene otra opción ya que su cuerpo es controlado por él. Yan Lie: se hace pasar por un guardia llamado Yan Lie para entrar a la Ciudad de Yu Du. |

### Personajes secundarios

#### Qing Yun Sect
| Actor       | Personaje         | N.º de episodios | Notas |
| ----------- | ----------------- | ---------------- | --- |
| He Zhonghua | Reverendo Daoxuan | -                | Es el 18.º Jefe de la Secta Qing Yu. Daoxuan es poseído mientras intentaba controlar la espada "Zhu Xian" lo que ocasiona que mate a Biyao. |
| Liu Xueyi   | Xiao Yicai        | -                | Es el discípulo mayor del Reverendo Daoxuan. Él bebió la Sangre de la Bestia Celestial ("Heavenly Beast") para infiltrarse en la Secta Demoníaca, por lo que se convierte en una Bestia cada vez que hay luna llena. Yicai es enviado por el Rey Fantasma para espiar a la Secta Noble, sin embargo él en realidad odia al Rey Fantasma, por lo que intenta en varias ocasiones lastimar a su hija, Biyao. Más tarde es poseído debido a su deseo de poder. |

#### Mt. Dazhu
| Actor         | Personaje    | N.º de episodios | Notas |
| ------------- | ------------ | ---------------- | --- |
| Xie Ning      | Tian Buyi    | -                | Es el Jefe del Monte Dazhu, así como el padre de Tian Ling'er y el maestro de Zhang Xiaofan. A pesar de ser un hombre estricto es cariñoso.                                                                 |
| Tang Yixin    | Tian Ling'er | -                | Es la hija de Tian Buyi y Su Ru, y el primer interés romántico de Xiaofan, a quien protegía cada vez que él era acosado. En realidad Ling'er está enamorada de Qi Hao, el discípulo del Reverendo Cangsong. |
| Yang Mingna   | Su Ru        | -                | Es la esposa de Tian Buyi y la madre de Tian Ling'er. |
| Zheng Guolin  | Song Daren   | -                | Es el discípulo mayor de Tian Buyi en Mt. Dazhu, un hombre honesto y leal. |
| Ding Yi       | Wu Dayi      | -                | Es el segundo discípulo de Mt. Dazhu. |
| Ji Xiaobing   | Zheng Dali   | -                | Es el tercer discípulo de Mt. Dazhu. |
| Jiang Zhenhao | He Dazhi     | -                | Es el cuarto discípulo de Mt. Dazhu, que posee el arma mágica Jiang Shan Pen. |
| Dai Zixiang   | Lu Daxin     | -                | Es el quinto discípulo de Mt. Dazhu. |
| Li Ze         | Du Bishu     | -                | Es el sexto discípulo de Mt. Dazhu, quien posee la arma mágica Shenmu Dice. Es un hombre alegre y platicador a quien le gusta jugar con otros.                                                              |

#### Mt. Longshou
| Actor     | Personaje          | N.º de episodios | Notas |
| --------- | ------------------ | ---------------- | --- |
| Lu Xingyu | Reverendo Cangsong | -                | Es el Jefe del Monte Longshou. Cuya verdadera identidad es la de ser un espía y asesino de "Lian Xie Hall", que trata de robar la Perla de Sangre Llamativa (inglés: "Striking Blood Pearl") de Zhang Xiaofan y matarlo. Más tarde Cangsong es asesinado por Xiaofan y Lin Jingyu, sin embargo antes de morir destruye la última roca mágica restante que podría revivir a Biyao. |
| Chen Zeyu | Qi Hao             | -                | Es el discípulo mayor del Reverendo Cangsong y el amante de Tian Ling'er. |

#### Mt. Xiaozhu
| Actor         | Personaje | N.º de episodios | Notas |
| ------------- | --------- | ---------------- | --- |
| Jiang Hong    | Shui Yue  | -                | Es el Jefe del Monte Xiaozhu, así como la maestra de Lu Xueqi y Wen Min, y la hermana mayor de Su Ru.          |
| Ma Chengcheng | Wen Min   | -                | Es una discípulo del Monte Xiaozhu, así como la esposa de Song Daren y la hermana discípula mayor de Lu Xueqi. |

#### Mt. Fenghui
| Actor        | Personaje     | N.º de episodios | Notas                                                                           |
| ------------ | ------------- | ---------------- | ------------------------------------------------------------------------------- |
| Zong Fengyan | Zeng Shuchang | -                | Es el Jefe del Monte Fenghui y el padre de Shu Shu.                             |
| Li Yin       | Peng Chang    | -                | Es el segundo competidor de Zhang Xiaofan en la competencia de artes marciales. |

#### Mt. Zhaoyang
| Actor        | Personaje        | N.º de episodios | Notas                                                                          |
| ------------ | ---------------- | ---------------- | ------------------------------------------------------------------------------ |
| Ge Ziming    | Shang Zhengliang | -                | Es el Jefe del Monte Zhaoyang.                                                 |
| Lu Yulin     | Chu Yuhong       | -                | Es el primer competidor de Zhang Xiaofan en la competencia de artes marciales. |
| Wang Leifang | Kun Tiandou      | -                |                                                                                |

#### Mt. Luoxia
| Actor    | Personaje         | N.º de episodios | Notas |
| -------- | ----------------- | ---------------- | --- |
| Wang Bin | Reverendo Tianyun | -                | Es el jefe del monte Luoxia, quien muere durante la rebelión organizada por el Reverendo Cangsong, cuya verdadera identidad es la de ser un asesino y espía. |

#### Grandmaster Ancestral Shrine
| Actor         | Personaje  | N.º de episodios | Notas |
| ------------- | ---------- | ---------------- | --- |
| Huang Haibing | Wan Jianyi | -                | Es un hombre misterioso que vive en el Santuario Ancestral Gran Maestro (inglés: "Grandmaster Ancestral Shrine"). Solía mantener una relación con You Ji, sin embargo debido a que sus sectas son opuestas, tuvieron que separarse. Más tarde Jianyi se convierte en el Maestro de Lin Jingyu. |

#### Ghost King Faction
| Actor        | Personaje              | N.º de episodios | Notas |
| ------------ | ---------------------- | ---------------- | --- |
| Fu Chengpeng | Archlord Ghost King    | -                | Es el Rey Fantasma y el Jefe de la Facción del Reino Fantasma. Es el padre de Biyao y el esposo de Xiao Chi, de la Montaña Fox. |
| Xiong Naijin | You Ji                 | -                | Es una de los cuatro grandes mensajeros y la tía biológica de Biyao. Solía estar en una relación con Wan Jianyi de la Secta Noble, sin embargo la rivalidad entre sus sectas los obligó a separase.                                                                                                  |
| Yang Xuwen   | Qing Long              | -                | Es uno de los cuatro grandes mensajeros, un hombre hábil que posee el exclusivo anillo de la Luz Verde Qian Kun (inglés: "Qian Kun Green Light Ring"). Es un hombre cruel y calculador contra sus enemigos pero un hombre ferozmente leal al Rey Fantasma. Es un amigo de mucho tiempo de Qin Wuyan. |
| Liu Can      | Mr. Ghost Ghost Doctor | -                | Es una figura misteriosa que ayuda a Zhang Xiaofan a encontrar el Libro del Cielo (inglés: "Heaven Book) y así derrotar al Rey Fantasma. |

#### Hundred Poison Sect
| Actor       | Personaje               | N.º de episodios | Notas |
| ----------- | ----------------------- | ---------------- | --- |
| Mao Zijun   | Qin Wuyan Yan Lie       | -                | Qin Wuyan: es un hombre frío, cruel y calculador. Es el discípulo de la Secta de los Cien Venenos.                                        |
| Wang Weihua | Poison Deity            | -                | Es la Deidad del Veneno y el Jefe de la Secta de los Cien Venenos (inglés: "Hundred Poison Sect"). Es el maestro de Bai Duzi y Qin Wuyan. |
| Liu Can     | Bai Duzi                | -                | Es uno de los discípulos de la Deidad del Veneno y el hermano mayor de Qin Wuyan.                                                         |
| Guo Xin     | Sucking Blood Old Demon | -                | Es uno de los discípulos de la Deidad del Veneno, que tiene la habilidad de succionar la sangre.                                          |

#### He Huan Sect
| Actor       | Personaje    | N.º de episodios | Notas |
| ----------- | ------------ | ---------------- | --- |
| Jiao Junyan | Jin Ping'er  | -                | También conocida como "Maestra Miao", es salvada por Xiao Huan cuando era joven y desde entonces se convierte en parte de su familia. Sin embargo más tarde cuando es incriminada debe abandonar la ciudad de Yu Du y termina bajo la protección del Rey Fantasma (inglés: "Ghost King"). Después de que conoce a Lin Jingyu se enamora de él y poco después lo ayuda en secreto junto a sus amigos a escapar del Rey Fantasma. |
| Zeng Li     | Lady Jinling | -                | Es la Jefa de la Secta "He Huan" y la Propietaria de la Campana de He Huan. Más tarde se sacrifica por su amante recitando una encarnación. |

#### Tian Yin Pavilion
| Actor       | Personaje | N.º de episodios | Notas |
| ----------- | --------- | ---------------- | --- |
| Li Chenghao | Ah Xiang  | -                | Es un discípulo principal del pabellón Tian Yin. Posee la Perla de la Reencarnación (en inglés: "Reincarnation Pearl"). Es buen amigo de Zhang Xiaofan y está enamorado de Ding Ling de la ciudad Yu Du, con quien ha estado comprometido desde joven. |
| Wu Yue      | Pu Zhi    | -                | Es uno de los cuatro grandes reverendos. Bajo la influencia de la Perla de Sangre Llamativa (inglés: "Striking Blood Pearl") mata a la aldea entera de Zhang Xiaofan. Más tarde le pasa la habilidad oculta de la secta Tian Yin a Xiaofan.            |
| Guo Kaimin  | Pu Hong   | -                | Es el Jefe del Pabellón Tian Yin, y uno de los cuatro grandes reverendos, así como el maestro de Ah Xiang. |
| Liu Bo      | Pu Kong   | -                | Es uno de los cuatro grandes reverendos. |

#### Lian Xie Hall
| Actor       | Personaje           | N.º de episodios | Notas |
| ----------- | ------------------- | ---------------- | --- |
| Chen Chuang | Yegou Daoren        | -                | A pesar de ser un discípulo en Lian Xie Hall, está relacionado con el Rey Fantasma. Está enamorado de Zhou Xiaohuan. |
| Xiu Qing    | Black Heart Old Man | -                | Es el exjefe de Lian Xie Hall y propietario de la Perla de Sangre Llamativa (inglés: "Striking Blood Pearl"). Comparte una relación especial con Lady Jinling, a quien conoció en la Cueva de la Gota de Sangre (inglés: "Blood Drop Cave"). |
| Zhang Fan   | Anciano Nian        | -                | Se infiltra cerca de la Secta Noble durante cinco años para robar la Perla de Sangre Llamativa, pero más tarde fue derrotado por Zhang Xiaofan y sus amigos.                                                                                 |

#### Fen Xiang Valley
| Actor          | Personaje     | N.º de episodios | Notas |
| -------------- | ------------- | ---------------- | --- |
| Qin Shuo       | Li Xun        | -                | Es el primo de Zeng Shushu, quien a menudo va en contra de las acciones de Zhao Xiaofan y sus amigos.          |
| Liang Jingxian | Yan Hong      | -                | Es una de las disciplinas del Valle de Fen Xiang, y una aprendiz menor de Li Xun.                              |
| Chang Cheng    | Shang Guan Ce | -                | Es el uno de los dos mejores espadachines del Valle de Fen Xiang, más tarde es poseído y asesinado por Li Xun. |
| Yang Zihua     | Yun Yilan     | -                | Es el Jefe del Valle de Fen Xiang y el maestro de Li Xun.                                                      |

#### Yu Du City
| Actor       | Personaje            | N.º de episodios | Notas |
| ----------- | -------------------- | ---------------- | --- |
| Zhao Lixin  | Zhou Yixian          | -                | Es el abuelo de Xiao Huan, un hombre misterioso que posee la habilidad perdida de la Secta Qing Yun. En el pasado solía ser muy buen amigo del Rey Fantasma (inglés: "Ghost King").                                                                            |
| Bai Xue     | Xiao Huan            | -                | Es la nieta de Zhou Yixian. Xiao Huan posee el don especial conocido como "Heaven Eye" que le permite ver el futuro y lo utiliza para ayudar a la gente de la Ciudad de Yu Du. Es buen amiga de Zhang Xiaofan y Lu Xueqi, y a menudo se pelea con Zeng Shushu. |
| Yang Guang  | Wei Qiong            | -                | Es el abuelo de Zeng Shushu y Li Xun, y el Jefe de la Ciudad de Yu Du. Qiong se sacrifica para alejar al Dios Bestia (inglés: "Beast God"), por lo que se convierte en una piedra.                                                                             |
| Zhang Weina | Ding Ling            | -                | Es el interés romántico de Ah Xiang, el discípulo de Lian Xie Hall. Es como una hermana para Jin Ping'er y más tarde hereda su posición como la Jefa de la tienda de bordado (inglés: "Embroidery Shop").                                                      |
| Zhao Chulun | Jefe de Guan Xing Mt | -                | Es un inmortal que salvó a Zhao Xiaofan, cuando fue envenenado. |

#### Eastern Sea's Ding Hai Mountain Villa
| Actor     | Personaje | N.º de episodios | Notas |
| --------- | --------- | ---------------- | --- |
| Zhang Xin | Situ Xiao | -                | Es el joven jefe de "Ding Hai Mountain Villa", está enamorado de Yun Shu. |
| Hua Jiao  | Yun Shu   | -                | Es la hija de la Tribu Marina (inglés: "Sea Tribe"), ella se convierte en la sirvienta en "Ding Hai Mountain Villa" y se enamora de Situ Xiao, más tarde muere luego de sacrificar su vida para salvarlo. |

#### Chang Sheng Hall
| Actor          | Personaje | N.º de episodios | Notas |
| -------------- | --------- | ---------------- | --- |
| Qian Yongcheng | Yu Yangzi | -                | Es el antiguo jefe de "Ding Hai Mountain Villa" y el líder de la Secta Demoníaca "Chang Sheng Hall", así como el maestro de Meng Ji.                                                                      |
| Yang Meichen   | Meng Ji   | -                | Es el subordinado de Yu Yangzi. |
| Jia Zhengyu    | Zhou Yin  | -                | Es un miembro de "Chang Sheng Hall", que posee la pirámide de Li Ren. Es conocido como el "asesino" y ataca en secreto a la Secta Noble, sin embargo es perseguido por los feroces ataques de Wan Jianyi. |

#### Little River Town / (Heavenly Fox Tribe)
| Actor        | Personaje         | N.º de episodios | Notas |
| ------------ | ----------------- | ---------------- | --- |
| Shu Chang    | Xiao Bai          | -                | Es un zorro celestial de nueve colas y la madre de Liu Wei y Xiao Qi, así como la hermana mayor de Xiao Chi. Estuvo atrapada en el valle de Fen Xiang durante trescientos años, pero luego fue revivida y ayudó a Gui Li a evitar que la Bestia Celestial reviviera. |
| Wang Wanjuan | Xiao Chi          | -                | Es la esposa del Rey Fatasma y la madre de Bi Yao, así como la herman menor de Xiao Bai. Chi muere en la cueva de la Alde adel Templo de Hierba (inglés: "Grass Temple Village").                                                                                    |
| Ren Jialun   | Liu Wei           | -                | Es un demonio zorro de seis colas, el hijo de Xiao Bai y el hermano mayor de Xiao Qi. |
| Jackson Yee  | Xiao Qi           | -                | Es el hermano menor de Liu Wei, un demonio zorro salvaje que es salvado por Zhang Xiaofan. Xiao Qi vive junto con la Tribu del Zorro Celestial (inglés: "Heavenly Fox Tribe").                                                                                       |
| Tang Jingmei | San Wei San Niang | -                | Es un demonio zorro de tres colas y la esposa de Liu Wei. |
| Tong Mengshi | Shi Tou           | -                | Es un discípulo de la secta Jin Gang, un joven mitad demonio y mitad humano. |

### Otros personajes
| Actor       | Personaje        | N.º de episodios | Notas                                                            |
| ----------- | ---------------- | ---------------- | ---------------------------------------------------------------- |
| Liu Chang   | Bing Qiqi        | -                | Es el mejor amigo de Xiao Qi. Lu Xueqi se hizo pasar por él.     |
| Wang Bowen  | Luo Ye           | -                | Es un bandido de arena que ataca a Zhang Xiaofan y a sus amigos. |
| Wang Renjun | -                | -                | Es el padre de Zhang Xiaofan.                                    |
| Siqin Gaoli | -                | -                | Es la madre de Zhang Xiaofan.                                    |
| Ren Xuehai  | -                | -                | Es el jefe del viejo pueblo.                                     |
| Wang Gang   | Segundo Tío Wang | -                |                                                                  |

## Episodios
La serie emitió un total de 76 episodios.
La primera temporada fue emitida del 31 de julio del 2016 al 8 de noviembre del 2016 y estuvo conformada por 58 episodios a través de Hunan TV a las 22:00.
Mientras que la segunda temporada fue transmitida del 8 de diciembre del 2016 al 12 de enero del 2017 y emitió episodios 18 episodios a través de Tencent Video.

### Raitings
| Ep. # | Calificaciones de estreno de Hunan TV (CSM52) | Calificaciones de estreno de Hunan TV (CSM52) | Calificaciones de estreno de Hunan TV (CSM52) | Calificaciones a Nivel Nacional | Calificaciones a Nivel Nacional |
| Ep. # | Fecha de estreno                              | Raitings (%)                                  | Audiencia (%)                                 | Raitings (%)                    | Audiencia (%)                   |
| ----- | --------------------------------------------- | --------------------------------------------- | --------------------------------------------- | ------------------------------- | ------------------------------- |
| 1-2   | 31 de julio de 2016                           | 1.352                                         | 7.075                                         | 1.37                            | 9.11                            |
| 3-4   | 7 de agosto de 2016                           | 1.005                                         | 4.931                                         | 1.10                            | 7.12                            |
| 5-6   | 14 de agosto de 2016                          | 0.957                                         | 4.929                                         | 1.22                            | 8.22                            |
| 7-8   | 21 de agosto de 2016                          | 0.952                                         | 4.839                                         | 1.22                            | 8.11                            |
| 9-10  | 28 de agosto de 2016                          | 0.907                                         | 4.918                                         | 1.00                            | 7.16                            |
| 11-12 | 4 de septiembre de 2016                       | 0.705                                         | 3.855                                         | 0.49                            | 3.91                            |
| 13-14 | 11 de septiembre de 2016                      | 0.529                                         | 3.187                                         | 0.46                            | 3.83                            |
| 15-16 | 18 de septiembre de 2016                      | 0.568                                         | 3.363                                         | 0.47                            | 3.85                            |
| 17-18 | 19 de septiembre de 2016                      | 0.631                                         | 3.918                                         | 0.46                            | 4.05                            |
| 19-20 | 20 de septiembre de 2016                      | 0.603                                         | 3.66                                          | 0.56                            | 4.71                            |
| 21-22 | 25 de septiembre de 2016                      | 0.592                                         | 3.632                                         | 0.42                            | 3.69                            |
| 23-24 | 26 de septiembre de 2016                      | 0.513                                         | 3.277                                         | 0.43                            | 3.77                            |
| 25-26 | 27 de septiembre de 2016                      | 0.536                                         | 3.316                                         | 0.5                             | 4.26                            |
| 27-28 | 2 de octubre de 2016                          | 0.548                                         | 2.98                                          | 0.79                            | 5.8                             |
| 29-30 | 3 de octubre de 2016                          | 0.616                                         | 3.505                                         | 0.79                            | 5.8                             |
| 31-32 | 4 de octubre de 2016                          | 0.716                                         | 4.003                                         | 0.79                            | 5.8                             |
| 33-34 | 9 de octubre de 2016                          | 0.369                                         | 2.536                                         | 0.26                            | 2.56                            |
| 35-36 | 10 de octubre de 2016                         | 0.424                                         | 2.733                                         | 0.5                             | 4.4                             |
| 37-38 | 11 de octubre de 2016                         | 0.488                                         | 3.926                                         | 0.43                            | 3.72                            |
| 39-40 | 16 de octubre de 2016                         | 0.47                                          | 4.175                                         | 0.42                            | 5.73                            |
| 41-42 | 23 de octubre de 2016                         | 0.308                                         | 1.83                                          | 0.3                             | 2.64                            |
| 43-44 | 24 de octubre de 2016                         | 0.357                                         | 2.217                                         | 0.26                            | 2.29                            |
| 45-46 | 25 de octubre de 2016                         | 0.375                                         | 2.418                                         | 0.34                            | 3.13                            |
| 47-48 | 30 de octubre de 2016                         | 0.265                                         | 1.629                                         | 0.33                            | 2.8                             |
| 49-50 | 31 de octubre de 2016                         | 0.297                                         | 1.936                                         | 0.32                            | 2.95                            |
| 51-52 | 1 de noviembre de 2016                        | 0.305                                         | 2.136                                         | 0.3                             | 2.95                            |
| 53-54 | 6 de noviembre de 2016                        | 0.329                                         | 2.023                                         | 0.3                             | 2.68                            |
| 55-56 | 7 de noviembre de 2016                        | 0.425                                         | 2.79                                          | 0.39                            | 3.5                             |
| 57-58 | 8 de noviembre de 2016                        | 0.487                                         | 3.238                                         | 0.42                            | 3.95                            |
| 59-60 |                                               |                                               |                                               |                                 |                                 |
| 61-62 |                                               |                                               |                                               |                                 |                                 |
| 63-64 |                                               |                                               |                                               |                                 |                                 |
| 65-66 |                                               |                                               |                                               |                                 |                                 |
| 67-68 |                                               |                                               |                                               |                                 |                                 |
| 69-70 |                                               |                                               |                                               |                                 |                                 |
| 71-72 |                                               |                                               |                                               |                                 |                                 |
| 73-74 |                                               |                                               |                                               |                                 |                                 |
| 75-76 | 12 de enero de 2017                           |                                               |                                               |                                 |                                 |

## Música
El Soundtrack de la serie está conformado por 11 canciones y fue compuesta por los compositores japoneses Ikuro Fujiwara y Seikou Nagaoka.
| No. | Artista (as)           | Canción                                    | Letra                  | Música                    | Duración | Notas                                       |
| --- | ---------------------- | ------------------------------------------ | ---------------------- | ------------------------- | -------- | ------------------------------------------- |
| 1   | Zhang Jie              | "Floating Pearl" (浮诛)                    | Liu Chang              | Seikou Nagaoka y Tan Xuan | 1:40     | (canción de inicio de la primera temporada) |
| 2   | Zhang Bichen           | "Time and Words" (时光笔墨)                | Dai Yuedong            | Ikuro Fujiwara            | 3:10     | (canción de cierre de la primera temporada) |
| 3   | Henry Huo              | "Thought of Renunciation" (离思)           | Tian Chenming          | Huo Zun                   | 4:34     | (interludio)                                |
| 4   | Yisa Yu                | "Ballad of Green Cloth" (青衣谣)           | Zhou Jieying           | Tan Xuan                  | 4:50     | (canción de Biyao)                          |
| 5   | René Liu               | "Have You Ever Loved" (你有没有深爱过)     | Ge Dawei y Lv Zhijie   | Lv Zhijie                 | 4:15     | (interludio)                                |
| 6   | Richie Ren             | "Hero's Path" (英雄有路)                   | Zhou Jieying           | Tan Xuan                  | 4:42     | (canción de promoción)                      |
| 7   | Wu Junyu y Eleanor Lee | "Noble Aspirations" (青云志)               | Liu Chang              | Tan Xuan                  | 3:10     | (canción de concepto)                       |
| 8   | Mayday                 | "If We Never Met" (如果我们不曾相遇)       | Ashin                  | Ashin                     | 3:21     | (interludio)                                |
| 9   | Li Yifeng              | "A Crack in Time" (时间裂缝)               | Li Yifeng y Liu Sichen | Lu Hu                     | 4:26     | (canción de Gui Li)                         |
| 10  | Yang Zi                | "Just Like When We First Met" (若只如初见) | Dai Yuedong            | Tan Xuan                  | 4:45     | (canción de Lu Xueqi)                       |
| 11  | Jam Hsiao              | "Zhu Xian" (诛仙)                          | Liu Chang              | Tan Xuan                  | 4:30     | (interludio)                                |

## Premios y nominaciones
| Año  | Categoría                      | Premio                | Nominado          | Resultado |
| ---- | ------------------------------ | --------------------- | ----------------- | --------- |
| 2017 | Top 10 Dramas                  | 22nd Huading Award    | Noble Aspirations | Ganó      |
| 2017 | Best New Actor                 | 22nd Huading Award    | Qin Junjie        | Nominado  |
| 2017 | Best Actress (Ancient)         | 22nd Huading Award    | Yang Zi           | Nominada  |
| 2017 | Best Actor                     | 22nd Huading Award    | Li Yifeng         | Ganó      |
| 2016 | Artist with the Most Potential | Tencent QQ Star Award | Qin Junjie        | Ganó      |
| 2016 | Most Popular TV Actress        | Tencent QQ Star Award | Zhao Liying       | Ganó      |
| 2016 | Most Popular TV Actor          | Tencent QQ Star Award | Li Yifeng         | Ganó      |
| 2016 | VIP Star of the Year           | Tencent QQ Star Award | Li Yifeng         | Ganó      |
| 2016 | VIP Drama of the Year          | Tencent QQ Star Award | Noble Aspirations | Ganó      |

## Producción
La serie también fue conocida como "Legend of Chusen" o "Zhu Xian".
El 24 de septiembre del 2015 se anunció que los cantantes Jackson Yee, Karry Wang y Roy Wang del grupo "TFBOYS" participarían en la serie. El 5 de diciembre del mismo año se anunció que la actriz Yang Zi  se había unido al elenco y sería una de las dos actrices principales de la serie. Unos días después 19 de diciembre se anunció que los actores Wu Yue, Zhao Lixin y Chen Chuang también se unirían al elenco.

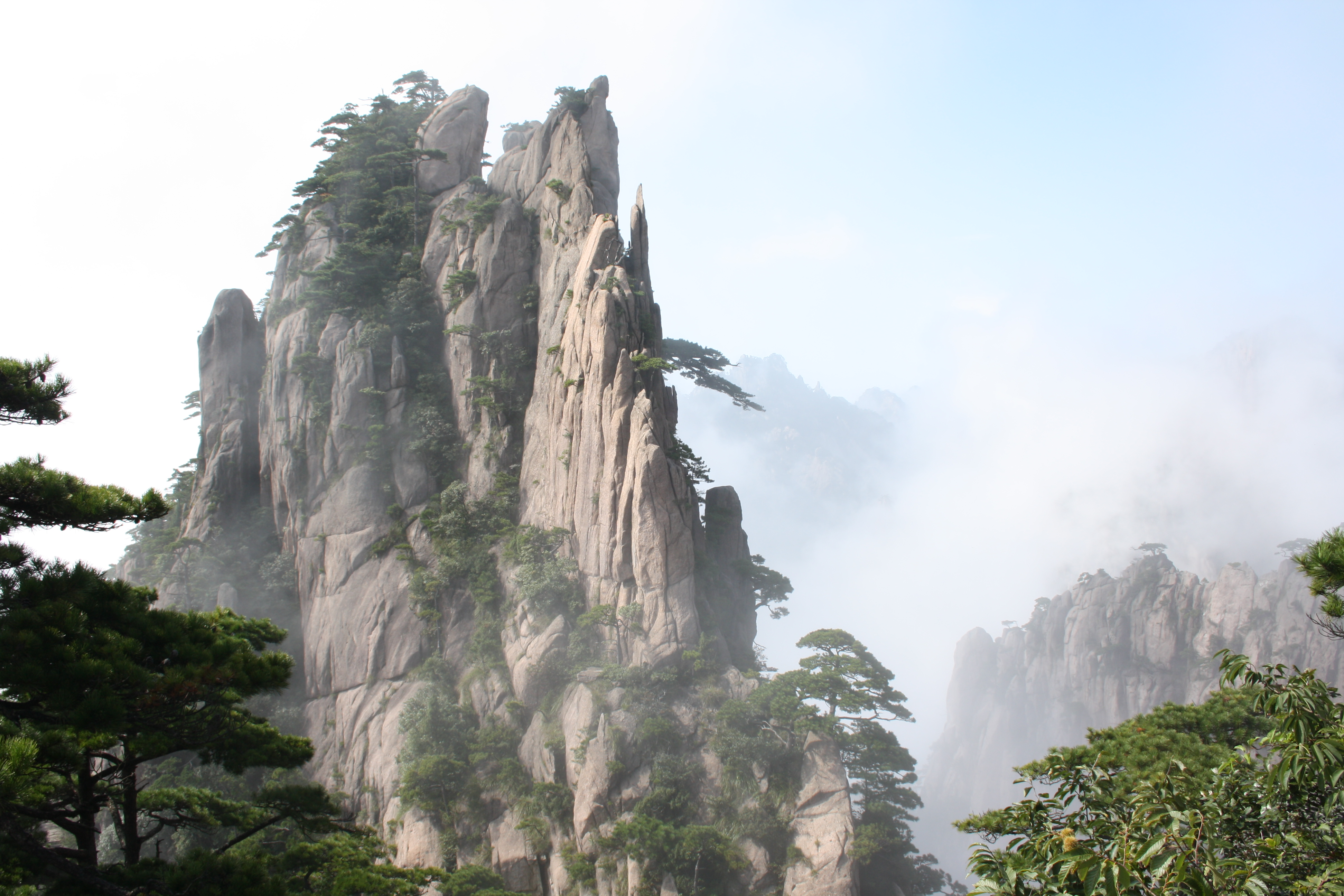
Shixinfeng de Huangshan, en la Provincia de Anhui, donde fueron filmadas algunas de las escenas de los grupos de monos en la montaña Qingyun.

Fue dirigida por Zhu Ruibin (朱锐斌), Liu Guohui (刘国辉), Zhou Yuanzhou (周远舟) y Zhang Jian, y escrita por Shao Xiaoyi (邵潇逸), Zhang Shaowei (张少微) y Zhang Jian (张戬), mientras que la producción ejecutiva estuvo a cargo de Deng Xibin. 
Por otro lado Shirley Chan fue la estilista, Bill Lui se unió como el director de arte, mientras que Fang Sizhe fue la diseñadora del vestuario y Chen Weitao el director de las acrobacias, también ayudó a diseñar los trucos de wushu y los estilos de lucha para cada uno de los personajes. 
La producción de los efectos especiales fue realizada por la compañía surcoreana IOFX.
El rodaje comenzó el 5 de diciembre del 2015 en "Hengdian Studios" y finalizó el 29 de abril del 2016. 
Las escenas de drama fueron filmadas en varias regiones y provincias de China como Yunnan, Jiangxi, Guangxi, Hunan, Fujian, Zhejiang y Henán.
Las escenas ambientadas en la montaña Qingyun (青雲山) fueron filmadas en la Montaña Laojun en el Condado de Luanchuan en la Provincia de Henán. Las escenas de los grupos de monos en la montaña Qingyun fueron filmadas en Huangshan, en la Provincia de Anhui. Por otro lado las escenas ambientadas en el Castillo de Heyang (河陽城), fueron fulamdas en "Hengdian World Studios" en la Provincia de Zhejiang. Finalmente las escenas de Liuboshan (流波山) fueron filmadas en el Lago Erhai en Yunnan.
La serie contó con el apoyo de la compañía "H&R Century Pictures Co.,Ltd".

### Recepción
Cuando la serie fue estrenada el 31 de julio del 2016 recibió críticas principalmente positivas por su actuación y calidad. 
"NetEase", uno de los tres portales chinos más grandes en la web, elogió la serie por su hermosa cinematografía y música.  
El drama fue un éxito comercial, alcanzando una participación de mercado del 7.075 en sus primeros dos episodios, el récord más alto alcanzado por un drama chino para el año 2016. En octubre del mismo año superó los 20 mil millones de visitas, convirtiéndose en el tercer drama en hacerlo (después de "The Journey of Flower" y "The Leyenda de Mi Yue").
En diciembre del mismo año se convirtió en uno de los dramas en línea más vistos con más de 25 mil millones de visitas.

### Emisión internacional
- Camboya: Sony One
- Malasia: 8TV (Malaysia)
- Singapur: Sony One
- Tailandia: Sony One